# Aussichtspunkt

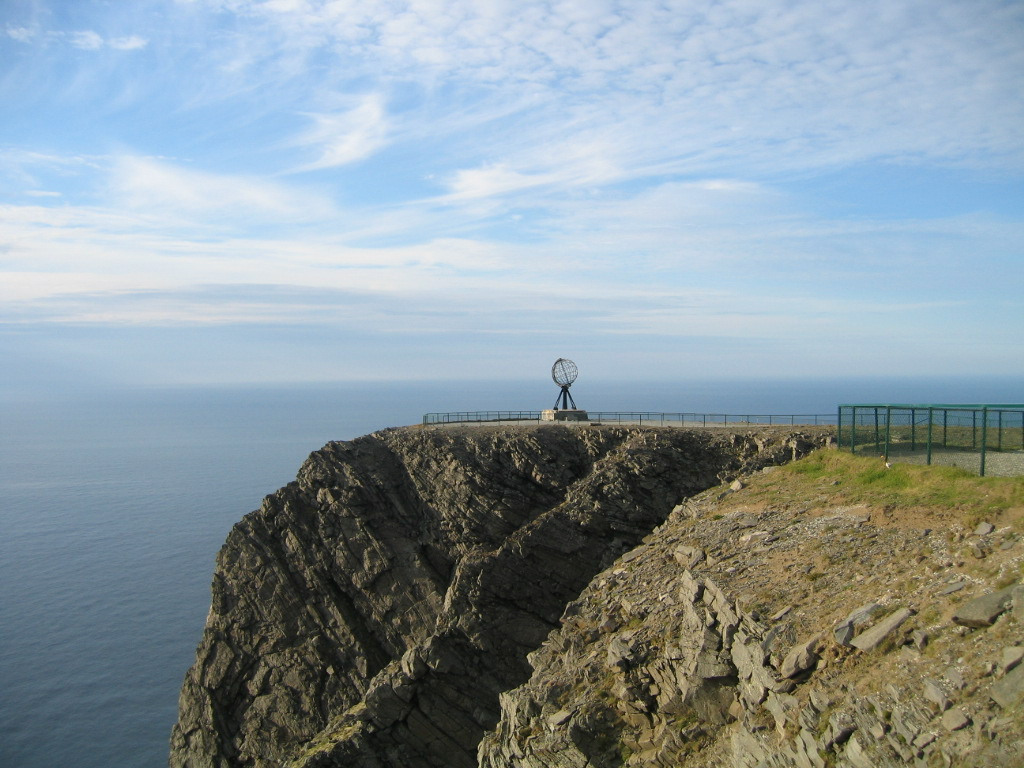
Das Nordkap

Ein Aussichtspunkt ist ein hervorragender Geländepunkt, eine Bergkuppe, ein freistehender Felsen oder ein anderes topografisches Objekt, von dem aus eine freie Rundsicht oder eine sektorale Sicht auf die umliegende Landschaft möglich ist. An vielen aussichtsreichen Stellen wurde die Fernsicht durch Aussichtswarten (Aussichtstürme oder Plattformen) erweitert. Künstlich angelegte Aussichtspunkte können Bauwerke wie etwa ein Turm oder ein Hochhaus sein.
Gute Aussichtspunkte weisen im Allgemeinen einen niedrigen Landschaftshorizont auf, also einen „weiten Himmel“. Die Sichtweite ist abhängig von der Höhe des Aussichtspunkts und wird durch Beleuchtung, Wettersituation, Dunst, Hindernisse und auch von der örtlichen Luftverschmutzung eingeschränkt.

## Verschiedene Aspekte des Aussichtspunkts
Solche Stellen in der Landschaft, von denen aus ein guter Blick auf die weite oder nähere Umgebung möglich ist, kommen in der Malerei und in der Reiseliteratur seit der Romantik vor. Was früher der Landschaftsmaler zeigte, und später die Ansichtskarte, ist heute die massenhafte eigene Fotografie vom Aussichtspunkt aus als Urlaubsmitbringsel oder zum Posten auf social media-Plattformen, gerade auch als Selfie, und sei es auch nur zum Beweis des „dagewesen seins“.
Hinweise auf gute Aussichtspunkten gehören weiterhin zu grundlegenden Inhalten der Reiseliteratur wie auch der Reise- und Freizeitkarten. Der Verortung in Landkarten mit speziellen Kartensymbolen zur touristischen Erschließung folgt die Beschilderung von Zugangswegen zu den beliebten Aussichtswarten.
Besonders gute Aussichtspunkte auf Bergspitzen oder Türmen bieten eine uneingeschränkte Rundsicht auf die ganze Umgebung. Andere gewähren wegen der Topographie oder der Vegetation nur den Blick auf einen ausgewählten Landschaftsausschnitt, eine besonders spektakuläre Stelle wie etwa einen Wasserfall oder auch einen Stadtteil.
Die Aussicht auf die nahen und fernen Landschaftsabschnitte, Ortschaften, Hügel und Berge wird oft durch eine Panoramatafel (in der Schweiz: Alpenzeiger) erklärt. Sichthilfen wie Fernrohre unterstützen den Blick auf Einzelheiten der Landschaft.
In touristisch erschlossenen Gebieten sind viele Aussichtspunkte mit verschiedenen Dienstleistungseinrichtungen wie Parkplatz, Haltestellen, Gaststätten, Souvenirläden, Spielplätzen und Bänken ausgestattet. Manchmal ist der Zugang zu einem Aussichtspunkt und besonders auf einen Aussichtsturm nur gegen Entrichtung eines Eintrittsgeldes oder auf die Terrasse eines Aussichtsrestaurants nur mit Konsumation möglich.
Markante Geländepunkte dienen auch der Landesvermessung und sind wenn nötig mit stabil verankerten Festpunkten und aus der Ferne sichtbaren Signalen versehen.
Vom Aussichtspunkt zu unterscheiden ist der point de vue, das auffällige Objekt in einer Parklandschaft.
Ein im Rahmen der taktischen militärischen Aufklärung eingerichteter Aussichtspunkt wird als Beobachtungsposten bezeichnet.

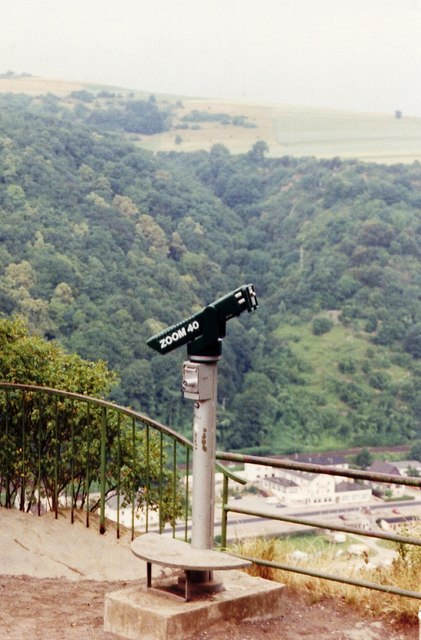
Fernrohr auf der Aussichtsplattform der Loreley
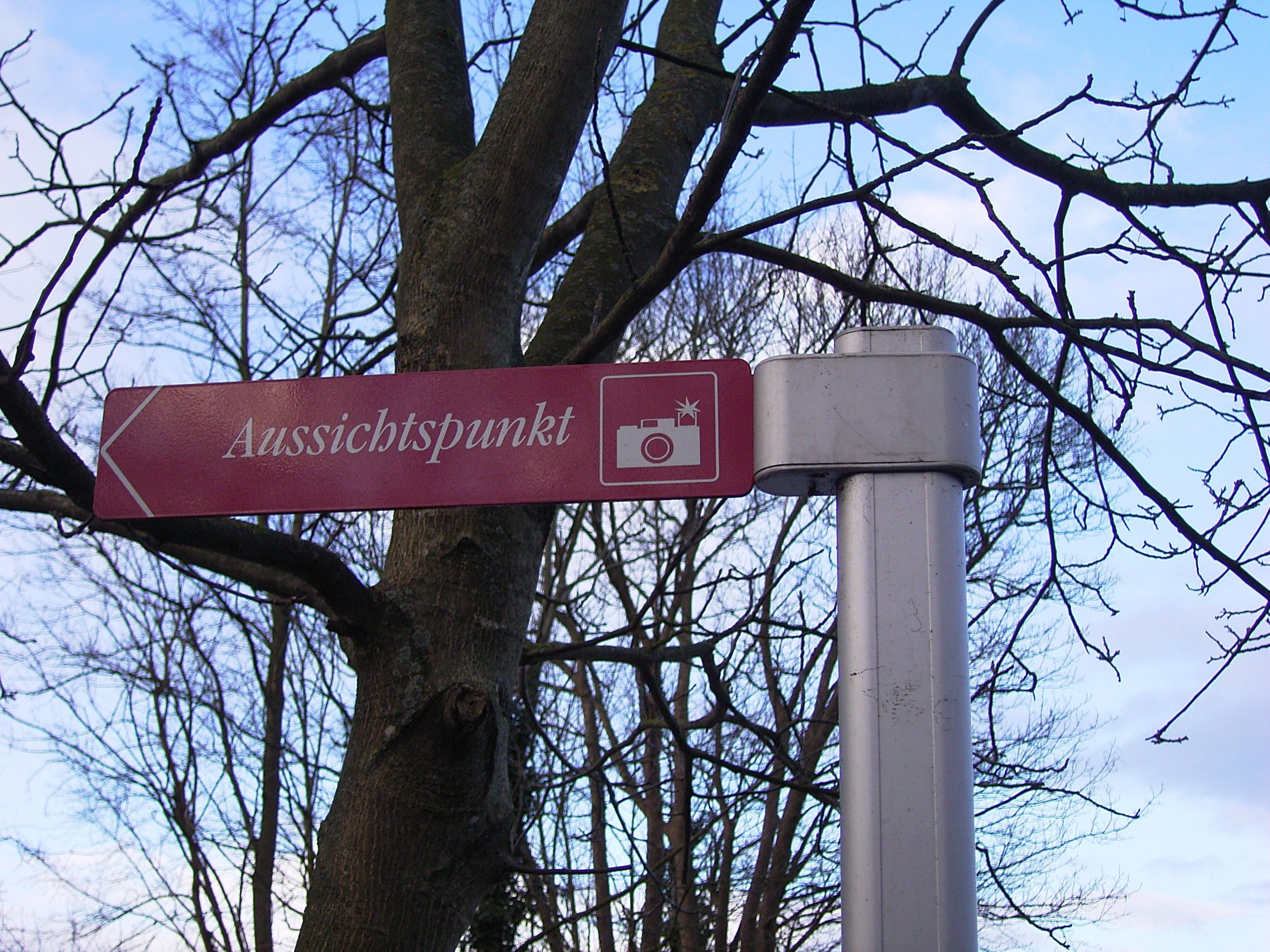
Hinweisschild zu einem Aussichtspunkt
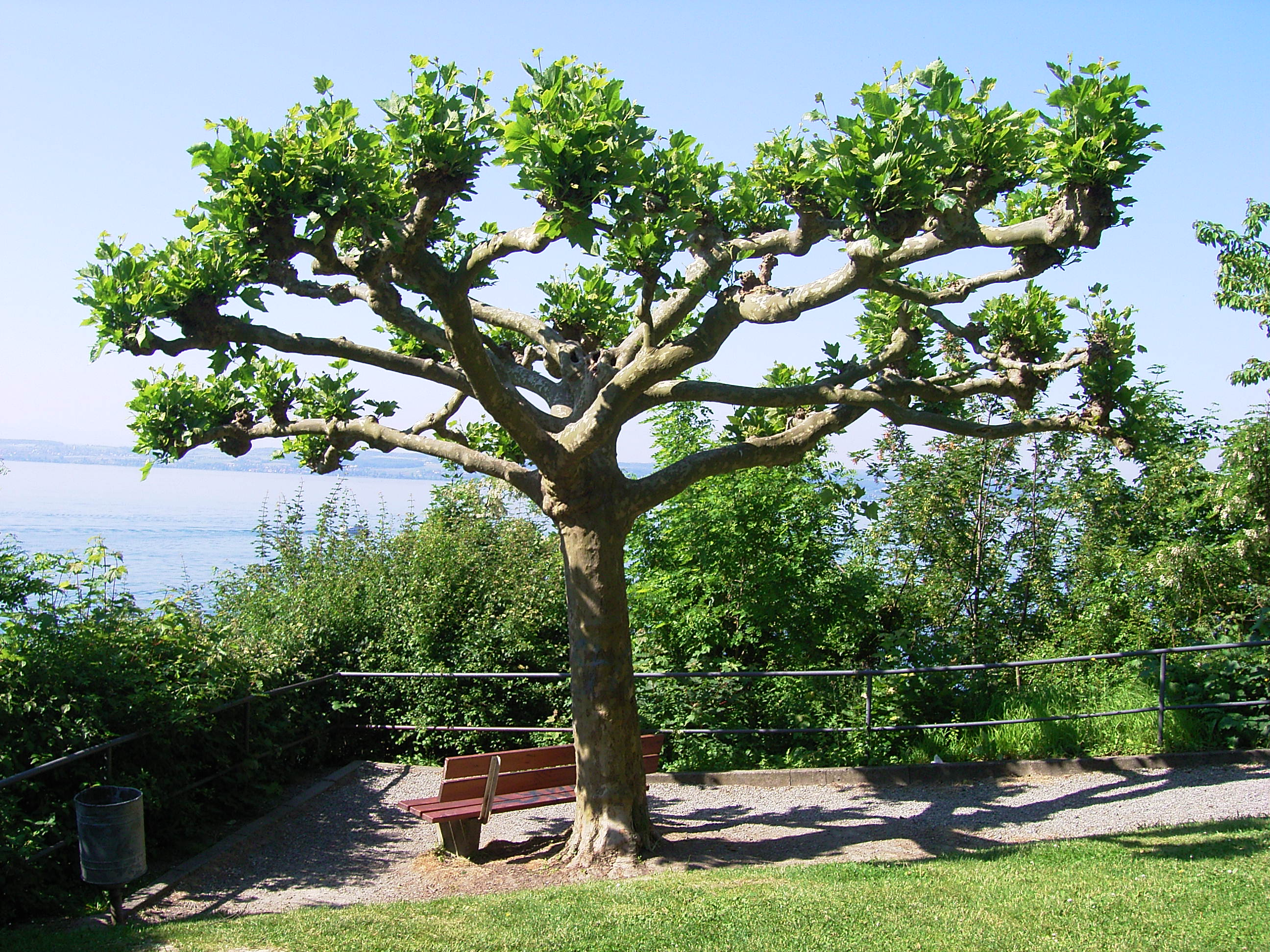
Aussichtspunkt bei Meersburg
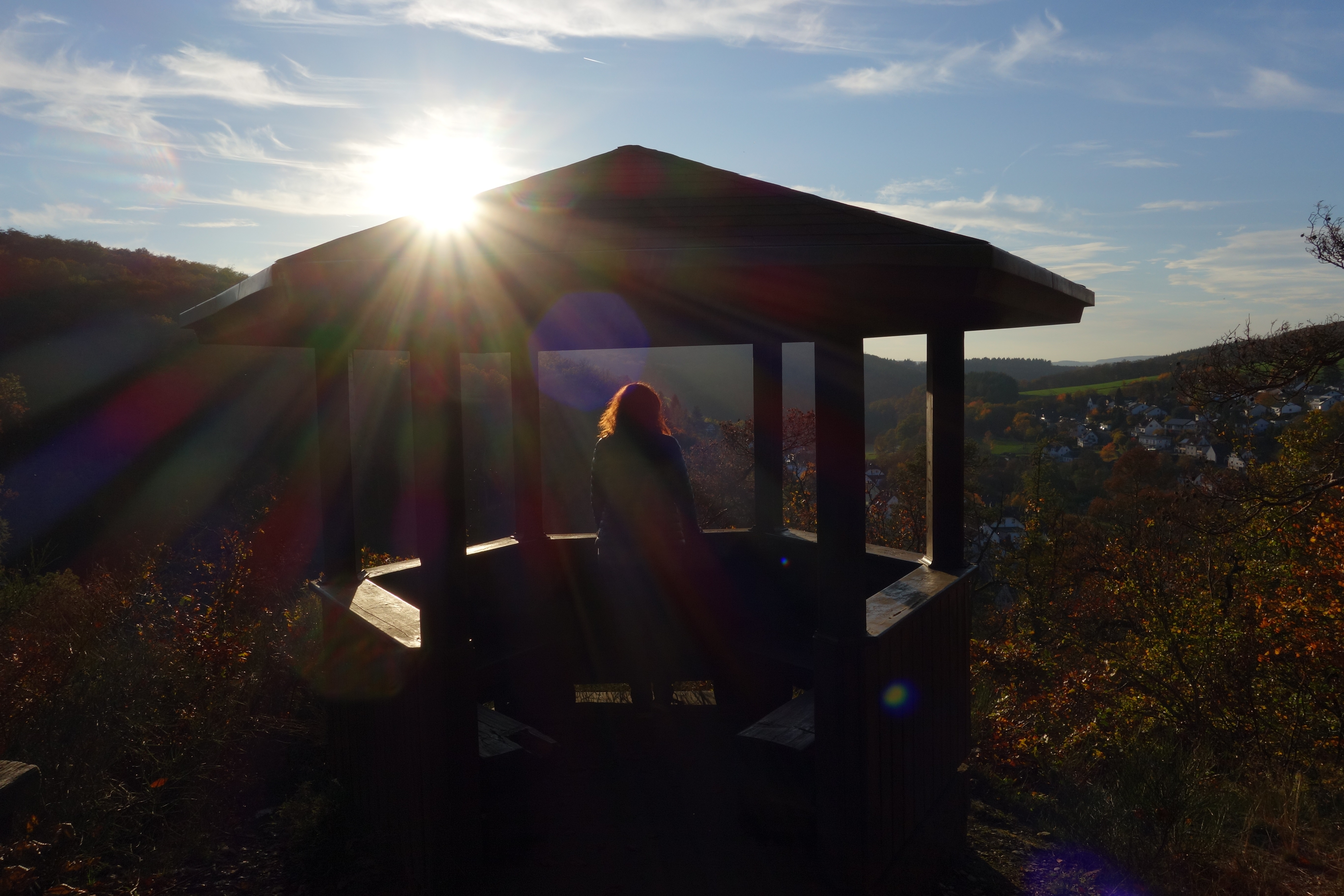
Überdachter Aussichtspunkt Isberg-Tempelchen beim gleichnamigen Taunus-Berg über Niederems
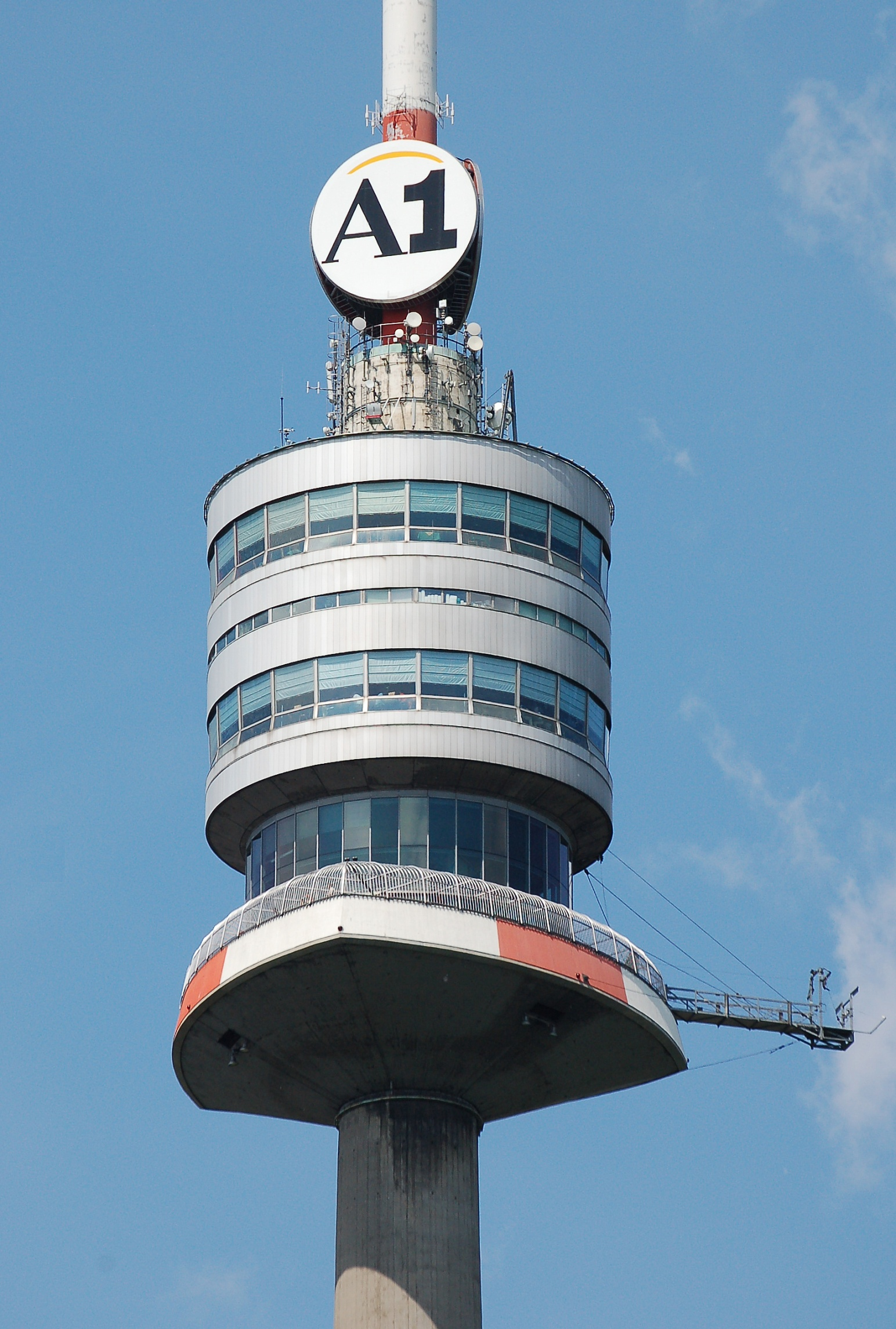
Donauturm, Wien, mit Aussichtsplattform und Drehrestaurant
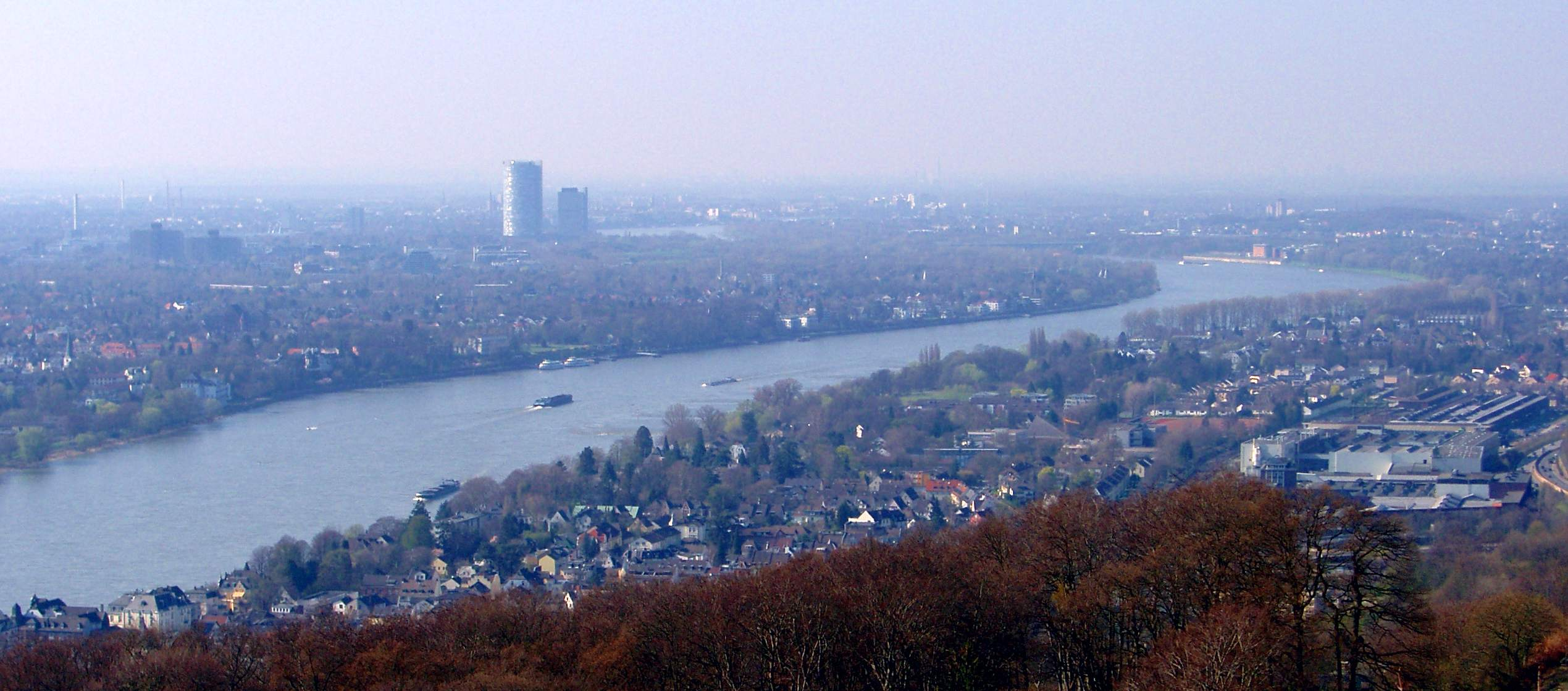
Blick vom Drachenfels auf Bonn
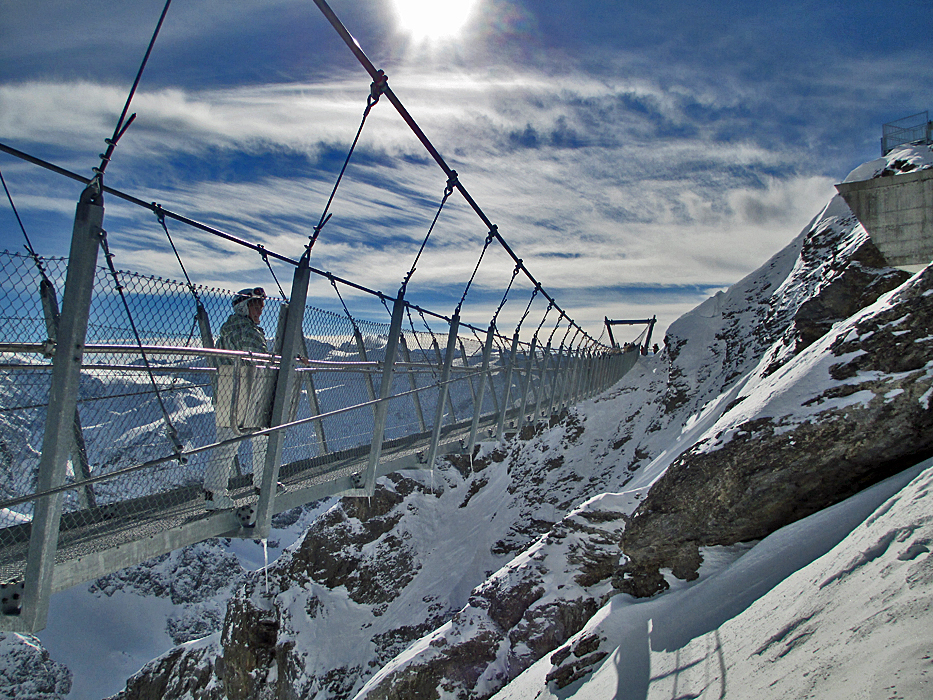
Hängebrücke Cliff Walk zum Aussichtspunkt auf dem Titlis

## Beispiele für erdgebundene Aussichtspunkte
- Jungfraujoch (Schweiz): Felsgrat in den Berner Alpen, Blick vom Sphinx-Observatorium
- Titlis: Berg mit Skigebiet über dem Tal von Engelberg im Kanton Obwalden
- Kahlenberg (Österreich): bekanntester Aussichtspunkt Wiens, Blick auf das gesamte Stadtgebiet
- Kampenwand (Deutschland): mit einer Seilbahn erreichbarer Aussichtspunkt in Bayern, Blick auf den Chiemsee
- Mirador del Estrecho (Spanien): Aussichtspunkt über der Straße von Gibraltar
- Nordkapplatået (Norwegen): Felsplateau ganz im Norden Europas, Blick auf das Europäische Nordmeer
- Oberjochpass („Die Kanzel“) (Deutschland): Aussichtspunkt am Jochpass, Blick über das Ostrachtal
- Preikestolen (Norwegen): Felsplateau bei Stavanger, Blick auf den Lysefjord
- Rigi (Schweiz): Bergmassiv mit der Rigi Kulm als höchsten Gipfel, Blick auf den Vierwaldstättersee

## Beispiele für Aussichtspunkte auf Gebäuden
- Marine-Ehrenmal Laboe: Freiplattform auf dem turmartigen Ehrenmal, mit Blick über Kieler Förde
- Olympiaturm in München: Rundsicht aus 200 Meter Höhe, Blick auf die gesamte bayrische Alpenkette
- Aussichtsturm Großer Feldberg im Taunus